# Hendrik Andriessen
Hendrik Andriessen   (Haarlem, 17 de setembre de 1892 - Haarlem, 12 d'abril de 1981) fou un compositor i organista holandès. Se'l recorda sobretot per la seva improvisació a l'orgue i per la renovació de la música litúrgica catòlica als Països Baixos. Andriessen va compondre en un idioma musical que revelava fortes influències franceses. Va ser germà del pianista i compositor Willem Andriessen i pare dels compositors Jurriaan Andriessen i Louis Andriessen i de la flautista Heleen Andriessen.

## Vida i carrera
Andriessen va estudiar composició amb Bernard Zweers i orgue amb Jean-Baptiste de Pauw al Conservatori d'Amsterdam. Com a organista de la catedral d' Utrecht, es va fer conegut per les seves habilitats d'improvisació (Wouters i Vermeulen 2001). Del 1926 al 1954, va donar classes de composició i teoria musical al Conservatori d'Amsterdam, mentre també feia classes a l'Institut de Música Església Catòlica d'Utrecht entre 1930 i 1949. Va ser el director del Conservatori d'Utrecht del 1937 al 1949.
Durant la Segona Guerra Mundial, Andriessen es va negar a unir-se a la "Casa Cultural" ("Kultuurkamer") i, per tant, els ocupants nazis li van prohibir les funcions públiques. Les úniques activitats musicals que se li permetien eren donar lliçons i acompanyar els serveis religiosos. Va ser segrestat pels ocupants alemanys del 13 de juliol al 18 de desembre de 1942, quan va ser alliberat (Wouters i Vermeulen, 2001).
El 1949 va ser nomenat director del Conservatori Reial de La Haia, càrrec que va ocupar fins al 1957. Entre 1954 i 1962 va ser nomenat professor extraordinari de musicologia a la Universitat Catòlica de Nimega (actual Universitat Radboud de Nimega).
Les obres d'Andriessen incloïen, a més de vuit misses, un escenari del Te Deum, quatre simfonies, variacions per a orquestra, lieder per a veu i orquestra, música de cambra, sonates per a violoncel i per a piano i obres per a orgue sol.

## Llibres i altres escrits
- César Franck (1941)
- Over muziek (1950)
- Muziek en muzikaliteit (1952)